# Vikrant (Schiff, 2022)
Die Vikrant (Sanskrit विक्रान्त vikrānta, deutsch ‚Mutig‘) ist der erste Flugzeugträger des Schiffstyps Air Defence Ship (ADS) der indischen Marine und Typschiff der zwei Einheiten umfassenden Vikrant-Klasse. Im August 2006 wurde von dem damaligen Generalstabschef der Marine, Admiral Arun Prakash, die Benennung des Flugzeugträgers von Air Defence Ship auf Indigenous Aircraft Carrier (IAC) geändert.
Die Vikrant ist das erste indische Kriegsschiff dieser Größe, das von Indien weitgehend in Eigenregie gebaut, d. h. nicht im Ausland beschafft wurde. Seit dem 11. April 2005 wurde der Flugzeugträger unter dem Namen „Projekt 71“ auf der Cochin Shipyard Limited (CSL) in Kochi, Indien gebaut. Ende 2011 wurde das Schiff erstmals zu Wasser gelassen, da der Platz im Trockendock für kommerzielle Zwecke benötigt wurde. Der Stapellauf fand am 12. August 2013 statt, die Indienststellung sollte 2015 erfolgen. Mitte 2019 wurde mit einer Ablieferung im Februar 2021 und einer Einsatzbereitschaft Anfang 2023 gerechnet. Es gab Befürchtungen, die COVID-19-Pandemie in Indien könnte zu weiteren Verzögerungen beitragen. Tatsächlich wurde das Schiff 2022 in Dienst gestellt.

## Konstruktion
Der Flugzeugträger wurde im Short-Take-Off-But-Arrested-Recovery-Design mit 12°- bis 14°-Sprungschanze (englisch ski-jump), zwei Aufzügen und mit drei Fangseilen gebaut. Die INS Vikrant ist (Stand 2013) das längste und breiteste Schiff, das bislang in Indien gebaut wurde.

## Carrier Air Group
Die Vikrant soll mit 40 Kampfflugzeugen und Hubschraubern ausgestattet werden:
- 18 MiG-29K Abfangjäger
- 12 HAL Tejas Mark 2
- 10 Hubschrauber, davon mehrere HAL Dhruv oder Westland Sea King, für den Transport von Personal und Material und 6 Kamow Ka-31 (AEW) Hubschrauber zur Luft- und Seeaufklärung